# Borgweg (stacja metra)
Borgweg – stacja metra hamburskiego na linii U3. Stacja została otwarta 10 maja 1912. Znajduje się w dzielnicy Winterhude.

## Położenie
Stacja Borgweg jest stacją położoną w wykopie kolejowym. Znajduje się przy ulicy Borgweg, w pobliżu Stadparku, największego parku w Hamburgu.